# 小林隆児
小林 隆児（こばやし りゅうじ、1949年〈昭和24年〉- ）は、日本の発達心理学者、西南学院大学教授。
鳥取県米子市生まれ。鳥取県立米子東高等学校を経て、1975年に九州大学医学部を卒業。福岡大学医学部精神医学教室に入局、力動精神医学および児童精神医学を研修。助手、講師を経て、1985年に「自閉症児の精神発達と経過に関する臨床的研究」で福岡大学医学博士。1988年、大分大学教育学部助教授（養護学校教員養成課程）。1994年、東海大学健康科学部社会福祉学科教授となり、1999年に健康科学研究科教授。2002年、松前重義賞受賞。2008年、大正大学教授、西南学院大学教授。児童青年精神科認定医、精神科専門医、精神保健指定医、臨床心理士。

## 著書
- 『自閉症の発達精神病理と治療』岩崎学術出版社、1999
- 『自閉症の関係障害臨床 母と子のあいだを治療する』ミネルヴァ書房、2000
- 『自閉症と行動障害 関係障害臨床からの接近』岩崎学術出版社、2001
- 『自閉症とことばの成り立ち 関係発達臨床からみた原初的コミュニケーションの世界』ミネルヴァ書房、2004
- 『よくわかる自閉症 「関係発達」からのアプローチ』法研、2008
- 『関係からみた発達障碍』金剛出版、2010
- 『自閉症のこころをみつめる 関係発達臨床からみた親子のそだち』岩崎学術出版社、2010

## 共編著
- 『自閉症の関係発達臨床』鯨岡峻共編著 日本評論社、2005
- 『自閉症とこころの臨床 行動の「障碍」から行動による「表現」へ』原田理歩共著 岩崎学術出版社、2008
- 『子どものこころを見つめて 臨床の真髄を語る』小倉清、村田豊久対談 聞き手 遠見書房、2011

## 参考
- 関係からみた発達障碍 - 紀伊国屋書店BookWeb
- J-GLOBAL